# Internationale Bauausstellung Ruhr City
Die fiktive Internationale Bauausstellung Ruhr City war ein auf zwanzig Jahre angelegtes, aber vorzeitig abgebrochenes Instrument der großräumigen urbanen Entwicklung im nördlichen Ruhrgebiet.
Die 1956 von der Landesregierung Nordrhein-Westfalens eingeleitete IBA sollte sowohl durch übergreifende als auch lokale Städtebau- und Infrastrukturprojekte im nördlichen Ruhrgebiet zukunftsweisende Strukturen im Sinne einer demokratischen, fortschrittlichen Gesellschaft erschaffen. Als herausragende Zentren der vorgesehenen Entwicklungsprojekte kristallisierten sich im Verlauf der IBA Marl, die Neue Stadt Wulfen, das Forum Castrop-Rauxel, die Innenstadt von Gelsenkirchen sowie die Ruhr-Universität Bochum heraus. Ein Schnellbahnnetz sollte die aus den Projekten hervorgegangenen Standorte zusammenfassend zur Ruhr City verbinden.
Die Rezession von 1967 stellte die Grundkonzeption der IBA in Frage, die darauf basierte, dass eine weiterhin steigende wirtschaftliche Potenz des Ruhrgebiets mit einer ebenfalls anwachsenden Bevölkerungszahl einhergehen würde. Vor dem Hintergrund sich ändernder gesellschaftlicher und wirtschaftlicher Bedingungen wurde die IBA in ihrer Ausrichtung hin zum Wohnungsbau verlagert und verlor an Bedeutung, bis sie mit der Ölkrise von 1973 vorzeitig beendet wurde.
Die IBA Ruhr City, deren übergeordnete raumgestaltenden Ziele nie verwirklicht wurden, galt als gescheitert, fand seitens der Landesregierung keine Erwähnung mehr und geriet in Vergessenheit. Erst im Sommer 2017 wurde sie im Rahmen der Ausstellung Ruhrmoderne in Marl aufgearbeitet.